# LSC
Lokalstøttecentre (LSC) var en del af Forsvarets Bygnings- og Etablissementstjeneste.
LSC'erne havde bl.a. ansvaret for at planlægge, lede og koordinerer driften af forsvarets etablissementer i hver deres område af Danmark. LSC'erne blev omkring 2010-12 erstattet af to regionscentre.
De 7 LSC'er var etableret i:
- Nordjylland (LSC NJ)
- Midtjylland (LSC MJ)
- Vestjylland (LSC VJ)
- Sønderjylland og Fyn (LSC SF)
- Vestsjælland (LSC VS)
- Nordsjælland (LSC NS)
- København og Bornholm (LSC KBH)

Hvert LSC bestod af en chef og et planlægningselement på 13 personer.